# Basananthe kottoensis
Basananthe kottoensis là một loài thực vật có hoa trong họ Lạc tiên. Loài này được J.J.de Wilde mô tả khoa học đầu tiên năm 1973.